# Dionys Mascolo
Dionysos Mascolo, detto Dionys (Saint-Gratien (Val-d'Oise), 11 febbraio 1916 – Parigi, 20 agosto 1997), è stato un saggista, partigiano, militante comunista francese.

## Biografia

### Vita privata
Nato in una famiglia di emigrati italiani, Mascolo fece diversi mestieri quando, alla morte del padre, dovette farsi carico della famiglia. 
Nel 1944 iniziò una relazione discreta con la moglie di Charles Delval, l'agente della Carlingue 
che fece arrestare Robert Antelme e che fu condannato a morte e giustiziato a Fresnes nel febbraio 1945
.  
Sposò Marguerite Duras nel 1947, dopo il suo divorzio da Antelme. Ebbero un figlio, Jean. La coppia si separò poi nel 1956. Mascolo si risposò nel 1977 con Solange Le Prince, con la quale ebbe una figlia, Virginie Mascolo. 

### Attività
Editor da Gallimard durante l'occupazione, incontrò Marguerite Duras e strinse amicizia con suo marito Robert Antelme. Con loro creò il «gruppo di rue Saint-Benoît»
.  
Si unì alla Resistenza, sotto lo pseudonimo di Lieutenant Masse, nella rete del "Movimento nazionale dei prigionieri di guerra e deportati", diretto da François Mitterrand. 
Alla Liberazione partecipò con Georges Beauchamp ed il concorso di François Mitterrand, allora commissario ai prigionieri, al rimpatrio a Parigi di Robert Antelme, recuperato agonizzante a Dachau, come racconta Marguerite Duras in un racconto autobiografico intitolato Il dolore. 
Partecipò con Duras e Antelme alla creazione delle Éditions de la Cité Universelle, casa editrice creata nel 1945
, che pubblica nel 1946 L’An zéro de l’Allemagne di Edgar Morin e la prima opera di Mascolo, un'antologia critica dei testi di Saint-Just, e nel 1947 L’Espèce humaine di Robert Antelme. 
Nel 1946 Mascolo aderì, su sollecitazione di Morin, al PCF, ma  le sue relazioni con il partito si inasprirono rapidamente: già nel 1947 la sua opposizione a qualsiasi intervento del partito in campo artistico, gli valse una condanna dei responsabili del settore degli intellettuali del partito, in particolare Laurent Casanova e Jean Kanapa, che fu il più violento nei suoi confronti
.
Nel 1950 comunque Mascolo fu espulso dal partito insieme a Duras e Antelme.
Nonostante ciò, tuttavia, e nonostante tutte le riserve espresse sulla burocrazia dirigente del partito, egli continuò a sostenere l'ideale comunista e il voto per il PCF.
Nel 1953 uscì per Gallimard la sua opera maggiore, Le Communisme; vi si  testimoniava questa volontà di pensare in modo diverso il comunismo, che evolverà poi verso una negazione della rilevanza della scissione destra/sinistra, scissione che è ai suoi occhi un prodotto del pensiero umanistico e non rivoluzionario.
Durante tutto questo periodo fu attivo con Duras, nel Groupe della rue St Benoit
, punto d'incontro di numerosi intellettuali di sinistra, tra i quali Merleau-Ponty, Claude Roy, Maurice Nadeau e Jean-Pierre Vernant. 
In questo contesto si avvicinò al movimento surrealista, confortato dalla buona accoglienza di André Breton per la sua opera Le Communisme e dalla presenza assidua nel gruppo di giovani surrealisti, in particolare di Jean Schuster, scrittore e poeta che nel 1966 sarà anche l'esecutore testamentario di Breton, e nel 1969 proclamerà la dissoluzione del gruppo surrealista.
Anticolonialista, fu nel 1955 l'iniziatore e uno dei principali animatori del "Comitato degli intellettuali francesi contro la continuazione della guerra in Nord Africa". Dal 1957 partecipò anche al Cercle international des intellectuels révolutionnaires che difendeva, oltre alle vittime della repressione coloniale, i dissidenti ungheresi e polacchi. In questa fase la sua attività politica fu intensa, rallentando anche fortemente il ritmo delle sue pubblicazioni. 
Nel 1958 fondò, con Jean Schuster, una rivista antigollista, Le 14 juillet. Due anni dopo, nel 1960, partecipò con Maurice Blanchot e Jean Schuster, alla redazione del Manifesto dei 121, progettando una rivista, a sostegno di questa iniziativa una rivista che però non realizzò. 
Affascinato dal castrismo negli anni 1960, se ne distaccò tuttavia quando Castro sostenne la repressione della Primavera di Praga. Nel maggio del '68 fu, con Maurice Blanchot, all'origine della creazione di un "Comitato d'azione studenti-scrittori", che pubblicò a partire da ottobre una rivista, Comité, di cui fu uno dei principali contributori.
Nel 1989 è stato filmato da Gérard Courant per la sua serie Cinématon. È il numero 1146 di questa antologia cinematografica. Il regista lo filmò anche per le sue altre serie cinematografiche, ovvero Lire (nel 1989), Couple (nel 1989) e Portrait de groupe (nel 1990). 
Morì a Parigi il 20 agosto 1997.

## Opere
- Présentation des Œuvres de Saint-Just sous le pseudonyme de Jean Gratien, Paris, Éditions de la Cité Universelle, 1946
- Le communisme: révolution et communication ou la dialectique des valeurs et des besoins, Paris Gallimard, 1953, 565 p. -  BNF; nuova edizione con postfazione di Michel Surya, Paris, Lignes, 2018, 646 p. - BNF
- Lettre polonaise : sur la misère intellectuelle en France, Paris, Les Éditions de Minuit, 1957
- Autour d'un effort de mémoire : sur une lettre de Robert Antelme, Paris, Maurice Nadeau, 1987
- De l'amour, Paris, Urdla éditions, 1993 ; rééd. Paris, Benoît Jacob, 1999
- Haine de la philosophie : Heidegger pour modèle, Paris, Jean-Michel Place, 1993
- Du rôle de l'intellectuel dans le mouvement révolutionnaire, ouvrage collectif (Jean-Paul Sartre, Bernard Pingaud, Dionys Mascolo)
- Marguerite Duras par Marguerite Duras, Jacques Lacan, Maurice Blanchot et Dionys Mascolo
- A la recherche d'un communisme de pensée, Tours, Fourbis, 1993
- Nietzsche, l'esprit moderne et l'Antéchrist, Paris, Farrago, 2000 (extrait de À la recherche d'un communisme de pensée)
- Entêtements, Paris, Benoît Jacob, 2004
- «Lettre de Dionys Mascolo à Philippe Lacoue-Labarthe du 27 juillet 1984», dans Maurice Blanchot. Passion politique, Jean-Luc Nancy, Paris, Galilée, 2011, pp. 63-71
- Sur le sens et l'usage du mot gauche - suivi de contre les idéologies de la mauvaise conscience, Paris, Nouvelles éditions Lignes, 2011 ; rééd. 2022, avec postface d’Alphonse Clarou

## Filmografia
- Jaune le soleil de Marguerite Duras, 1971.
- La Femme du Gange de Marguerite Duras, 1974.
- Mes petites amoureuses di Jean Eustache, 1974.
- Flammes de Adolfo Arrieta, 1978.
- Cinématon #1146 di Gérard Courant, 1989.
- Couple #55 di Gérard Courant, 1989.
- Lire #37 di Gérard Courant, 1989.
- Le Nouvel hiver, Carnets filmés de Gérard Courant, 1991.